# Ozyptila leprieuri
Ozyptila leprieuri là một loài nhện trong họ Thomisidae.
Loài này thuộc chi Ozyptila. Ozyptila leprieuri được Eugène Simon miêu tả năm 1875.